# Torana
Torana (sanskrt तोरण; [tawr-uh-nuh]) so samostoječa okrasna ali obokana vrata za obredne namene v hindujski, budistični in džainistični arhitekturi Indijske podceline. Torane je mogoče pogosto videti tudi v jugovzhodni Aziji in delih vzhodne Azije. Kitajski prehodi Šanmen, japonski prehodi tori, korejski prehodi Iljumun, vietnamski prehodi Tam quan in tajski Sao Čing Cha[6] so izpeljani iz indijske torane. Imenujejo se tudi vandanamalike.

## Zgodovina
Indolog, umetnostni zgodovinar in arheolog Percy Brown je izsledil izvor torane iz vasi grama-dvara (vaških prehodov) vedske dobe (1500 pr. n. št. – 500 pr. n. št.), ki se je pozneje razvila kot priljubljen okras mest in krajev svetišč. V skladu z vedskim besedilom, Arthasastra, naj bi vrata različnih oblik krasila vhod v mesto ali palačo.

Granitni kamniti fragment oboka, ki ga je odkril K. P. Jayaswal iz Kumhrarja v Pataliputri, je bil analiziran kot delček sklepnika iz obdobja imperija Nanda trolistnega loka prehoda z zidarskimi oznakami treh arhaičnih črk Brahmi, vpisanih na njem, ki so verjetno krasile torano. Klinast kamen z vdolbino ima na obeh straneh maurijevsko poliranje in je bil obešen navpično.
V Maurijskem cesarstvu arheološki dokazi kažejo, da Torana iz Sanči stupe izvira iz 3. stoletja pred našim štetjem. Sanči torana in arhitektura sta imitacija lesene in opečne konstrukcije v kamnu, ki je bila priljubljena značilnost indijske arhitekture pred 3. stoletjem pr. n. št.
V arhitekturi Kalinge lahko vidimo Torano v številnih templjih, zgrajenih od 7. do 12. stoletja. Tempelj Džagannath, Puri, tempelj Radžarani in tempelj Muktesvar so redki primeri arhitekture Kalinge s torano.
V Gudžaratu je med vladavino dinastije Čaulukja (10.–12. stoletje) zgrajenih več toran. Večinoma so bile povezane s templji.

## Vrstetorane
Obstaja veliko različnih vrst toran, kot so patra-torana (na zvitkih ali prehodnih okrasih iz listov), puspa-torana (iz rož), ratna-torana (iz dragih kamnov), stambha-torana (narejena na stebrih), citra-torana (narejena iz poslikav), bhitti-torana (okras na stenah, na primer nad stensko vdolbino ali lažnimi portali in okni, bi lahko bila celo posebna vrsta stenske poslikave) in dvara-torana (priložen okras nad prehodom (npr. toran) ali sami okrašeni prehodi). Ti so omenjeni v srednjeveških indijskih arhitekturnih razpravah.

## Družbeno-verski pomentorane
Torana so sveta ali častna vrata v budistični in hindujski arhitekturi. Njihova značilna oblika je štrleča prečka, ki se naslanja na dva podpornika ali stebra. Narejena so iz lesa ali kamna, prečni del pa je običajno sestavljen iz treh palic, postavljenih ena na drugo; prečni del in stebrički so običajno izklesani.
Torane so povezane z budističnimi stupami, kot je Velika stupa v Sančiju, pa tudi z džainističnimi in hindujskimi strukturami ter tudi z več posvetnimi strukturami. Simbolične torane lahko izdelamo tudi iz rož in celo listov ter jih obesimo nad vrata in vhode, zlasti v zahodni in južni Indiji. Verjamejo, da prinašajo srečo in pomenijo ugodne in praznične priložnosti. Služijo lahko tudi v didaktične in pripovedne namene ali pa so postavljeni v znamenje zmage kralja.

## Torana (Vesak)
Med festivalom Vesak na Šrilanki je tradicija, da na javnih mestih postavljajo električno osvetljene pisane torane Vesak. Ti okraski so začasne instalacije, ki ostanejo na ogled javnosti nekaj tednov od dneva Vesak.

## Uporaba zunaj Indije

### Vzhodna in Jugovzhodna Azija
Številni kraji, ki so bili del Velike Indije in indosfere, so bili indijanizirani, saj je v starih časih potekala velika kulturna izmenjava z Indijo. Pprimeri kulturnih in verskih praks, na katere so vplivale indijske prakse, vključujejo tajske, kitajske, korejske, japonske in druge južne Azijske, vzhodnoazijske in jugovzhodnoazijske kulture. Na primer, Benzajten je japonsko ime za hindujsko boginjo Sarasvati in starodavno pisavo Siddhaṃ, ki je izginila iz Indije leta 1200 n. št., še vedno pišejo menihi na Japonskem.
Starodavna indijska arhitektura svetih prehodov torana je vplivala na arhitekturo prehodov po vsej Aziji, zlasti tam, kjer je bil budizem prenesen iz Indije; Kitajski prehodi paifang japonski prehodi tori, korejski prehodi hongsalmun in Sao Čing Ča na Tajskem so izpeljani iz indijske torane. Funkcije vseh so podobne, vendar se na splošno razlikujejo glede na njihove arhitekturne sloge.
Torana vrata v Brickfieldsu v Kuala Lumpurju so darilo indijske vlade Maleziji, katerih gradnja je bila po zasnovi enaka Sanči stupi dokončana leta 2015.

#### Torina Japonskem
Tori, prehod, postavljen na pristopu do vsakega šintoističnega svetišča, je izpeljan iz indijske torane. Po mnenju več učenjakov številni dokazi kažejo, da so toriji, etimološko in arhitekturno, prvotno izpeljani iz torane, samostoječega svetega obrednega prehoda, ki označuje vhod v sveto ograjen prostor, kot je hindujsko-budistični tempelj ali svetišče, ali mesto.

#### PrehodiHongsalmun in vrataIljumunv Koreji
Hongsalmun so vrata za vstop na sveti kraj v Koreji. Urejen je z dvema okroglima drogovoma, postavljenima navpično, in dvema prečnima palicama. Nima strehe in vrat, na srednjih zgornjih vratih pa je simbol trisule in podobe taegeuk. Hongsalmun so običajno postavljeni, da označijo korejska konfucijanska mesta, kot so svetišča, grobnice in akademije, kot sta hyanggyo in seowon.

#### Paifang na Kitajskem
Paifang, znan tudi kot pailou, je tradicionalni slog kitajskega arhitekturnega loka ali strukture prehoda. Prvotno izhaja iz indijske torane z uvedbo budizma na Kitajsko, se je razvil v številne sloge in je bil uveden v druge vzhodnoazijske države, kot so Koreja, Japonska in Vietnam.

## Galerija

### Torane v Indiji
- Zadnja stran Severne Torane Stupe-1 na hribu Sanči, 3. do 1. stoletje pr. n. št., Indija.
- Džain Torana v templju Lodhurva džain, obnovljen leta 1615 n. št. po večkratnem uničenju s strani islamskih osvajalcev Mahmuda iz Gaznija (1025 n. št.) in Muhamada Ghorija (1178 n. št.), blizu Džaisalmerja v Indiji.
- Fotografija Torane, posneta leta 1890, v templju Džagannath iz 10. stoletja, Puri, Indija.
- Torana iz 10. stoletja Muktesvara deula, Indija.
- Hindujska Torana iz dinastije Kakatija iz 12. stoletja v utrdbi Varangal v Indiji.

### Torane po svetu
- Torana v templju Sri Sivan na levi, zgrajena leta 1993, 5 minut hoje od izhoda C postaje Paya Lebar MRT v Singapurju
- Torana pred južnoindijskim hindujskim templjem Sri Sunderaraja Perumal, zgrajenim leta 1892, v Klangu v Selangorju v Maleziji
- Vrata Torana, zgrajena leta 2015, v Brickfieldsu v Kuala Lumpurju v Maleziji
- Torana pred Fiji Sanatan Society of Alberta, zgrajena leta 1984 v Edmontonu v provinci Alberta v Kanadi

### Izpeljani slogi
- Kitajski paifang
- Japonski tori na vhodu v Šiteno-dži, budistični tempelj v Osaki
- Korejski hongsalmun
- Korejski Iljumun